# 古城河 (方城河)
古城河，位于中国山东省临沂市兰山区西北部方城镇（原属费县）境内，是方城河左岸支流，发源于红峪子村，南流经古城水库，方城镇驻地，至富平庄（原属新桥镇）北汇入方城河。全长16.5公里，流域面积52.795平方公里。